# Elżbieta Porzec-Nowak
Elżbieta Porzec-Nowak (ur. 27 stycznia 1945 w Lublinie, zm. 7 czerwca 2019) – polska siatkarka, reprezentantka Polski, brązowa medalistka olimpijska, wicemistrzyni Europy.

## Kariera
Porzec zaczęła zawodniczą karierę w międzyszkolnym klubie Stavet Lublin (1960–1964), z którym zdobyła mistrzostwo Polski juniorek. Po maturze przeniosła się do Wisły Kraków, gdzie miała zastąpić Wandę Tumidajewicz. Z powodu nieregulaminowych procedur przy zmianie klubu została zawieszona w prawach zawodniczych na osiemnaście miesięcy. Kara została później zmniejszona do sześciu miesięcy, jednak Porzec i tak została pominięta przy selekcji szerokiej kadry reprezentacji Polski przed igrzyskami olimpijskimi w Tokio.
W barwach Wisły występowała w latach 1964–1977. Z zespołem tym trzykrotnie zdobywała tytuł mistrzyni Polski (1967, 1969 i 1970), cztery razy wicemistrzostwo (1966, 1971, 1976 i 1977) oraz dwukrotnie brązowy medal (1965 i 1968). Osiągnęła też m.in. czwarte miejsce w Pucharze Zdobywczyń Pucharów 1972/1973.
W reprezentacji Polski występowała w latach 1963–1976, zaliczając 156 występów. Zagrała we wszystkich siedmiu meczach na igrzyskach olimpijskich 1968 w Meksyku, gdzie Polki zdobyły brązowy medal. Wystąpiła też w mistrzostwach Europy 1967 w Turcji (srebrny medal) oraz w mistrzostwach świata 1970 w Warnie (dziewiąte miejsce).
Była odznaczana i uhonorowana wieloma medalami i wyróżnieniami, m.in. Mistrzyni Sportu (1967), Zasłużonej Mistrzyni Sportu (1976), dwukrotnie Srebrnym Medalem za Wybitne Osiągnięcia Sportowe (1967 i 1968) oraz Srebrnym i Złotym Krzyżem Zasługi (1968 i 1986). W 2007 otrzymała od PKOl za całokształt kariery sportowej Wyróżnienie Fair Play 2006, a w 2009 Złoty Medal „Za zasługi dla polskiego ruchu olimpijskiego”.

## Życie prywatne
Była absolwentką Szkoły Podstawowej nr 7 w Lublinie oraz Technikum im. A. i J. Vetterów w Lublinie, studiowała też w Wyższej Szkole Europejskiej w Krakowie. Pracowała w milicji i policji w stopniu aspirantki sztabowej. Była córką Heleny i Aleksandra, miała starszą siostrę Krystynę (zm. 1997), również siatkarkę. Elżbieta Porzec-Nowak zmarła 7 czerwca 2019 w wieku 74 lat.